# Fröken Ur
Fröken Ur är en telefontjänst med en talande klocka som anger aktuell tid, vilket är användbart till exempel när man skall synkronisera en klocka. Med givna intervaller, vanligen tio sekunder, förannonserar en röst den aktuella tiden, varpå ett pip hörs när den angivna tidpunkten nåtts. Den lokala tiden anges med hänsyn till normaltid ("vintertid" i folkmun) och sommartid. I vissa länder annonseras även vem som sponsrar tjänsten. De första tjänsterna gavs av telefonister, men snart utvecklades automatiska tjänster med inspelade röster. Tjänsten kan även återutsändas via radio.

## Sverige

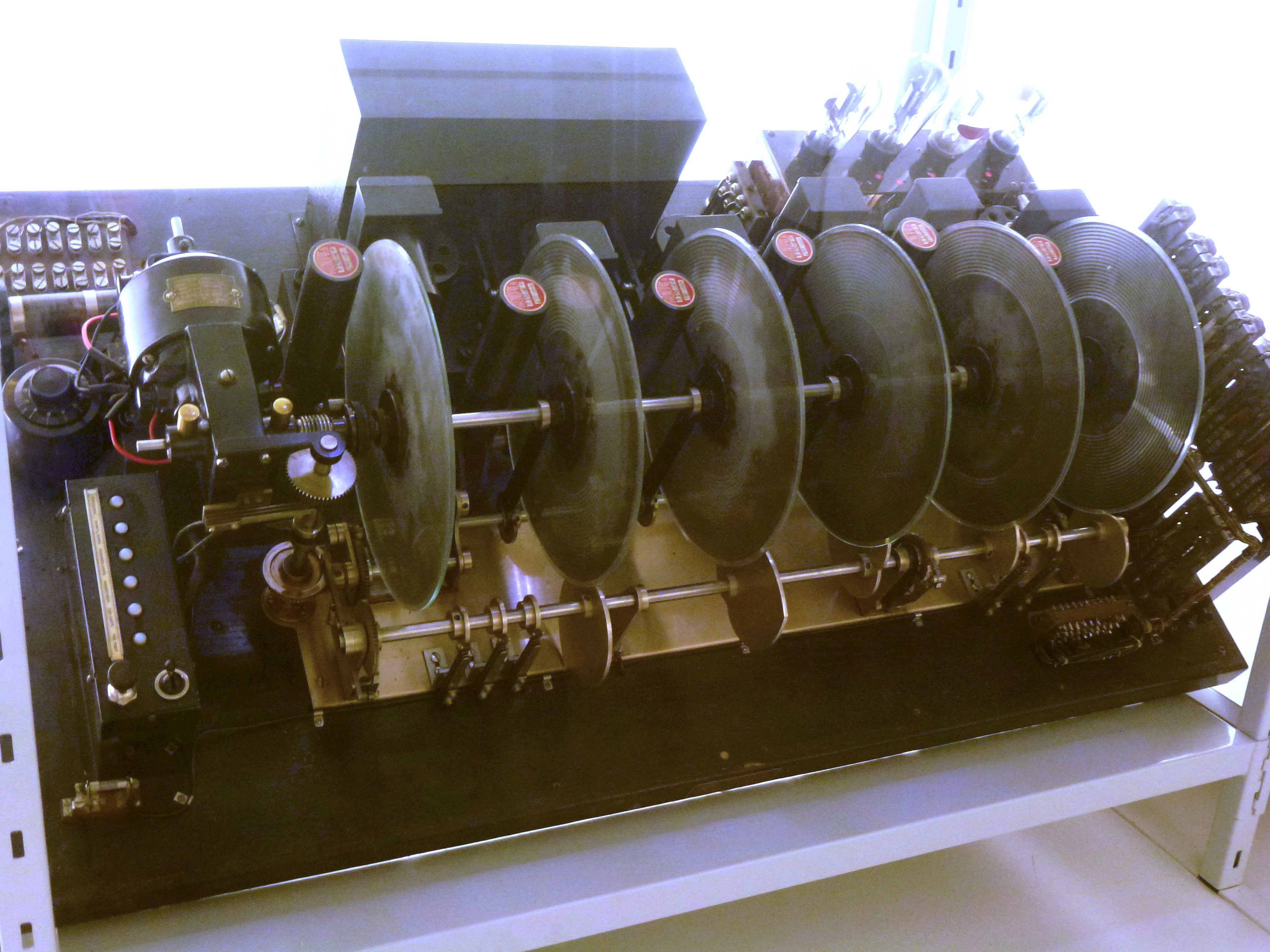
Talmaskin för "Fröken Ur" från 1934.

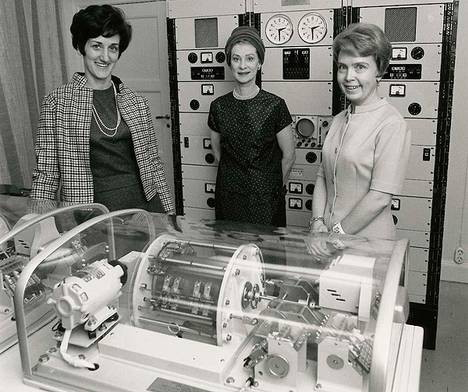
Tre gånger Fröken Ur (från vänster): Ebba Beckman 1968–2000, Eva Ulvby 1934–1956 och Berit Hofling 1956–1968.

### Historik
Redan 1916 kunde man ringa till Telegrafverkets förmedlingsbyrå och fick där den exakta tiden. Den automatiska tjänsten har funnits i Sverige sedan den 6 oktober 1934, då tidsangivelsen automatiserades med hjälp av en så kallad talmaskin. Den första veckan som tjänsten var i funktion fick den fler än 28 000 samtal per dygn. År 1936 togs en ny anläggning i bruk, konstruerad av Curt Ahlberg vid L M Ericsson. Den första "Fröken Ur" hette Eva Ulvby.
Bägge dessa maskiner bestod av roterande glasskivor där de olika orden för timmar, minuter och sekunder var lagrade med samma teknik som optiskt ljud på spelfilm. Skivorna avlästes med hjälp av en ljusstråle och en fotocell och sammanfogades sedan automatiskt till en tidsangivelse. I Rom, Paris och Warszawa fanns liknande apparater. Bägge dessa första talmaskiner finns numera på Tekniska Museet i Stockholm. Från början kunde tjänsten endast nås av abonnenter i Stockholmsområdet (telefon 23 90 00), men så småningom installerades maskiner i Göteborg och Malmö.
Den korta tonstöten, populärt kallad ”Fröken Urs hicka”, tillkom den 1 maj 1943 på begäran av Rikets allmänna kartverk. ”Pipet” är en tiondels sekund långt.
Den 20 mars 1968 togs en ny anläggning i bruk, konstruerad av firman Roberts & Armstrong i Storbritannien. Denna anläggning byggde på roterande gummirullar med magnetisk beläggning. Tidsangivelsen synkroniserades dagligen mot Televerkets atomur i Farsta. En särskild distributionsutrustning fanns som förmedlade tidsangivelsen från anläggningen på Jakobsbergsgatan i Stockholm till telefonstationer runt om i landet. De lokala fröken ur-anläggningarna kunde därmed slopas. I samband med detta byttes också anropsnumret till 90 510.

### Röst
Under årens lopp har följande personer lånat ut sina röster till Fröken Ur:
- Eva Ulvby 1934–1956 samt 22–26 januari 2025[4]
- Berit Hofling 1956–1968
- Ebba Beckman 1968–2000
- Johanna Hermann Lundberg[5] 2000–

Under perioden 22—26 januari 2025 hördes, som ett konstprojekt, tillfälligt den ursprungliga rösten (Eva Ulvby) från 1934 när Fröken ur ringdes detta gjordes möjligt genom att dessa inspelningar i samband med detta digitaliserades.

### Tidsangivelse
Från början var felmarginalen 10 sekunder, men sedan en tonmarkering infördes minskades felmarginalen till mindre än 1 sekund. Tonpulsens början markerar den tidpunkt, som just har meddelats. Svenska Fröken Ur är kopplad till atomuret på Rise Research Institutes of Sweden, så tidsangivelsen i sig är alltid korrekt. Fördröjningar i telenätet medför emellertid att noggrannheten för pipet kan variera med någon tiondels sekund då det når lyssnaren. För att i någon mån kompensera för denna fördröjning, spelas pipet upp 20 millisekunder för tidigt. Digitala system för telefonnätet har ökat fördröjningen.
I Sverige meddelas tiden i tiosekundersintervall samt datum och uppgift om sommartid. Telefonnumret till svenska Fröken Ur är 90 510 (från utlandet +46 33 90510). Ett samtal till Fröken Ur är ett betalsamtal och kostar olika beroende på vilken teleoperatör man har.

## I andra länder
Tjänsten finns i ett antal länder.
| Land           | Nummer                                                                           | Kommentar/Källa                                                                                             |
| -------------- | -------------------------------------------------------------------------------- | --- |
| Australien     | 1194                                                                             | |
| Belgien        | +32 78 05 12 00 (nederländska) +32 78 05 13 00 (franska) +32 78 05 14 00 (tyska) | |
| Storbritannien | 123                                                                              | För telefoner med BT som operatör.                                                                          |
| Finland        | 10 062 10 061 (finskspråkiga Neiti Aika)                                         | Tjänsten har funnits sedan 1936 och var Finlands första automatiska telefontjänst.                          |
| Irland         | –                                                                                | Stänges ned augusti 2018.                                                                                   |
| Island         | 511 0155                                                                         | Från 1937. Numret var förut 155.                                                                            |
| Israel         | 1455                                                                             | Dock inte åtkomligt utanför Israel, men tjänsten är tillgänglig på hebreiska, engelska, ryska och arabiska. |
| Kanada         | +1 613 745-1576 (engelska) +1 613 745-9426 (franska)                             | |
| Kina           | 117                                                                              | Kina har endast en officiell tidszon (GMT+8) vilket är den som anges.                                       |
| Nederländerna  | 0900-8002                                                                        | |
| Norge          | –                                                                                | Telefontjänsten gick under namnet "Frøken Ur" från 1932 tills den las ned 2007.                             |
| Nya Zeeland    | 0900 45 678                                                                      | |
| Polen          | 05                                                                               | |
| Tyskland       | 0180 4100100                                                                     | |
| Ukraina        | 060                                                                              | [ 9 ] |
| Ungern         | 180                                                                              | |